# Noiseware
Noiseware est un logiciel de retouche d'images développé par la société Imagenomic LLC,,
, spécialisé dans la réduction ou l'élimination du bruit numérique dans les photos numériques et les images scannées,,.
La fonction de Noiseware est de réduire le bruit numérique qui se présente sous forme de pixels parasites de couleur au rendu très désagréable, et qui résulte d'un manque de luminosité, d'une sensibilité ISO trop élevée lors de la prise de vue ou de la petite taille du capteur de l'appareil photo.
Très performant et acclamé par les rédacteurs de magazines pour sa facilité d'utilisation, sa rapidité et son efficacité, Noiseware dispose d'un algorithme de filtrage sophistiqué et rapide, contrairement à la plupart des logiciels qui utilisent des méthodes simples pour traiter le bruit numérique, tels que les filtres médians. Il est plus efficace que le filtre de réduction du bruit de Photoshop et constitue une solution de choix même pour les photographes professionnels.

## Versions
Il existe trois versions de Noiseware :
- « community edition » (gratuiciel, freeware)[12]
- édition standard (payante)
- édition professionnelle (payante), sous forme de plugin disponible  pour Mac et PC[5],[2], compatible avec les programmes Photoshop, Photoshop Elements, Corel Paint Shop Pro, Corel Draw, Microsoft Digital Image Suite et Ulead PhotoImpact[1],[2].

La version gratuite est disponible uniquement sur le système d’exploitation Windows (XP /  Vista / 7 / 8 / 8.1) alors que la version payante est disponible également pour Mac.

## Fonctionnalités
Le programme supporte un large éventail de formats d'image dont, entre autres, JPEG, PNG, BMP et TIFF,,. La version gratuite Noiseware Community Edition ne permet de les sauvegarder qu'au format JPEG.
Le logiciel permet aux utilisateurs avancés de régler manuellement les paramètres du filtre de réduction du bruit numérique :
- taux de réduction du bruit de chrominance ;
- taux de réduction du bruit de luminance.

Pour les utilisateurs moins avancés, le logiciel présente une dizaine de filtres pré-réglés,,,,, :
- réglage par défaut ;
- paysage ;
- scène nocturne ;
- bruit important ;
- bruit de luminance important ;
- bruit de chrominance important ;
- bruit faible ;
- suppression totale ;
- suppression totale (bruit important) ;
- suppression totale (bruit de luminance important) ;
- suppression totale (bruit de chrominance important) ;
- suppression totale (bruit faible) ;
- personnalisé (custom).

Il combine une option de renforcement de la netteté (sharpening), avec la réduction logicielle du bruit afin de compenser le flou engendré par cette dernière.
Une fois la photo traitée, Noiseware permet de revoir temporairement son aspect original en cliquant dessus et en maintenant le clic.

## Fonctions avancées
La version payante offre la possibilité de traiter les photos par lot.
Elle possède également un mode de self-learning qui utilise des techniques de programmation heuristique pour continuellement améliorer le traitement en apprenant à mieux connaître l'appareil photo de l'utilisateur,,.
Elle permet également à l'utilisateur de perdre du temps en essais et erreurs grâce à une caractéristique  appelée parameter bracketing qui génère cinq fenêtres de prévisualisation.